# The Shark
The Shark è un film muto del 1920 diretto da Dell Henderson.

## Produzione
Il film fu prodotto dalla Fox Film Corporation.

## Distribuzione
Il copyright del film, richiesto da William Fox, fu registrato il 18 gennaio 1920 con il numero LP14657
Distribuito dalla Fox Film Corporation e presentato da William Fox, il film uscì nelle sale cinematografiche USA nel gennaio 1920.